# Pallacanestro agli Island Games 2009 - Torneo maschile
Il torneo di pallacanestro agli Island Games 2009, si è svolto dal 28 giugno al 4 luglio 2009, nelle Isole Åland.
La competizione ha visto l'affermazione di Bermuda.

## Prima Fase

### Gruppo A
| Squadra      | V - P | Pf - PS   | +/-  | Pts |
| ------------ | ----- | --------- | ---- | --- |
| Minorca      | 2 - 0 | 194 - 81  | +113 | 4   |
| Gibilterra   | 1 - 1 | 128 - 131 | -3   | 2   |
| Isola di Man | 0 - 2 | 97 - 207  | -110 | 0   |

| Isole Åland 28 giugno 2009 | Minorca | 75 – 40 | Gibilterra |  |

| Isole Åland 29 giugno 2009 | Isola di Man | 41 – 119 | Minorca |  |

| Isole Åland 30 giugno 2009 | Gibilterra | 88 – 56 | Isola di Man |  |

### Gruppo B
| Squadra      | V - P | Pf - Ps   | D    | Pts |
| ------------ | ----- | --------- | ---- | --- |
| Bermuda      | 2 - 0 | 182 - 104 | +78  | 4   |
| Isole Cayman | 1 - 1 | 181 - 111 | +70  | 2   |
| Jersey       | 0 - 2 | 62 - 210  | -148 | 0   |

| Isole Åland 28 giugno 2009 | Bermuda | 82 – 71 | Isole Cayman |  |

| Isole Åland 29 giugno 2009 | Jersey | 33 – 100 | Bermuda |  |

| Isole Åland 30 giugno 2009 | Isole Cayman | 110 – 29 | Jersey |  |

### Gruppo C
| Squadra     | V - P | Pf - Ps   | D    | Pts |
| ----------- | ----- | --------- | ---- | --- |
| Rodi        | 2 - 0 | 218 - 112 | +106 | 4   |
| Saaremaa    | 1 - 1 | 190 - 103 | +87  | 2   |
| Isole Åland | 0 - 2 | 68 - 261  | -193 | 0   |

| Isole Åland 28 giugno 2009 | Rodi | 77 – 70 | Saaremaa |  |

| Isole Åland 29 giugno 2009 | Isole Åland | 42 – 141 | Rodi |  |

| Isole Åland 30 giugno 2009 | Saaremaa | 120 – 26 | Isole Åland |  |

## Play Off

### Gruppo 01
| Squadra | V - P | Pf - Ps   | D   | Pts |
| ------- | ----- | --------- | --- | --- |
| Minorca | 1 - 0 | 69 - 57   | +12 | 2   |
| Bermuda | 1 - 0 | 77 - 76   | +1  | 2   |
| Rodi    | 0 - 2 | 133 - 146 | -13 | 0   |

| Isole Åland 1 luglio 2009 | Rodi | 57 – 69 | Minorca |  |

| Isole Åland 2 luglio 2009 | Bermuda | 77 – 76 | Rodi |  |

### Gruppo 02
| Squadra      | V - P | Pf - Ps   | D   | Pts |
| ------------ | ----- | --------- | --- | --- |
| Isole Cayman | 2 - 0 | 175 - 143 | +32 | 4   |
| Saaremaa     | 1 - 1 | 149 - 120 | +29 | 2   |
| Gibilterra   | 0 - 2 | 119 - 180 | -61 | 0   |

| Isole Åland 1 luglio 2009 | Saaremaa | 85 – 40 | Gibilterra |  |

| Isole Åland 2 luglio 2009 | Isole Cayman | 95 – 79 | Gibilterra |  |

| Isole Åland 3 luglio 2009 | Saaremaa | 64 – 80 | Isole Cayman |  |

### Gruppo 03
| Squadra      | V - P | Pf - Ps   | D   | Pts |
| ------------ | ----- | --------- | --- | --- |
| Isola di Man | 2 - 0 | 149 - 112 | +37 | 4   |
| Jersey       | 1 - 1 | 133 - 102 | +31 | 2   |
| Isole Åland  | 0 - 2 | 93 - 161  | -68 | 0   |

| Isole Åland 1 luglio 2009 | Isole Åland | 54 – 86 | Isola di Man |  |

| Isole Åland 2 luglio 2009 | Jersey | 75 – 39 | Isole Åland |  |

| Isole Åland 3 luglio 2009 | Isola di Man | 63 – 58 | Jersey |  |

### Finali
3º - 4º posto
| Isole Åland 4 luglio 2009 | Rodi | 73 – 63 | Isole Cayman |  |

1º - 2º posto
| Isole Åland 4 luglio 2009 | Minorca | 75 – 83 | Bermuda |  |

## Classifica
| Oro     | Bermuda      |
| Argento | Minorca      |
| Bronzo  | Rodi         |
| 4.      | Isole Cayman |
| 5.      | Saaremaa     |
| 6.      | Gibilterra   |
| 7.      | Isola di Man |
| 8.      | Jersey       |
| 9.      | Isole Åland  |

## Fonti
- IslandGames.net: 2009 basketball results (PDF) [collegamento interrotto], su islandgames.net.